# Sergio Cisneros
Sergio Cisneros Flores (Santa Ana Pacueco, Guanajuato, 13 de diciembre de 1976) es un exportero mexicano. Actualmente es entrenador de porteros en  Reboceros de La Piedad. 

## Trayectoria
Se inició desde 1995 jugando para  La Piedad jugando en la recién creada Primera División 'A', después paso a Veracruz en el Invierno 1998. Luego de buena campaña pasó a Monarcas Morelia y es el portero suplente y ha tenido la oportunidad de jugar gracias a las suspensiones de Ángel David Comizzo. Seguramente él será el único de acuerdo con el mal comportamiento del argentino, desde octubre de 1999 no ha jugado un minuto en un partido oficial y con la llegada al equipo de Alan Cruz, la permanencia de Ángel David Comizzo y posteriormente Moisés Muñoz las posibilidades para el novel portero son casi nulas.

Tras tener escasa actividad fue transferido al Internacional de Acapulco FC de la división de ascenso jugando dos torneos.

Después militaría en Trotamundos Tijuana y retornó a La Piedad.

### Clubes
| Club                | País          | Año           | Partidos |
| ------------------- | ------------- | ------------- | -------- |
| C.F. La Piedad      | México        | 1995 - 1997   | 62       |
| Veracruz            | México        | 1997 - 1998   | 10       |
| Monarcas Morelia    | México        | 1999 - 2002   | 20       |
| Acapulco F.C.       | México        | 2003 - 2004   | 5        |
| Trotamundos Tijuana | México        | 2004          | 4        |
| Total carrera       | Total carrera | Total carrera | 101      |

#### Estadísticas
| C.F. La Piedad · México |               |               |    |    |    |     |
| 2ª | 1995-96       | 25            | 2  | -  | 27 |     |
| 2ª | 1996-97       | 28            | 7  | -  | 35 |     |
| Total club | Total club    | 53            | 9  | -  | 62 |     |
| Veracruz · México |               |               |    |    |    |     |
| 1ª | 1997-98       | 10            | -  | -  | 10 |     |
| Total club | Total club    | 10            | -  | -  | 10 |     |
| Monarcas Morelia · México |               |               |    |    |    |     |
| 1ª | 1998-99       | 6             | -  | -  | 6  |     |
| 1ª | 1999-00       | 6             | -  | -  | 6  |     |
| 1ª | 2000-01       | 0             | -  | -  | 0  |     |
| 1ª | 2001-02       | 0             | 1  | 1  | 2  |     |
| 1ª | 2002-03       | 4             | 0  | 2  | 6  |     |
| Total club | Total club    | 16            | 1  | 3  | 20 |     |
| Acapulco F.C. · México |               |               |    |    |    |     |
| 2ª | 2003-04       | 5             | -  | -  | 5  |     |
| Total club | Total club    | 5             | -  | -  | 5  |     |
| Trotamundos Tijuana · México |               |               |    |    |    |     |
| 2ª | 2004          | 4             | -  | -  | 4  |     |
| Total club | Total club    | 4             | -  | -  | 4  |     |
| Total carrera | Total carrera | Total carrera | 88 | 10 | 3  | 101 |
| (1)Incluye datos de la Copa México y Pre Pre Libertadores (2002 y 2003) (2)Incluye datos de la Copa Libertadores (2002), Pre Libertadores (2002) y Copa Campeones CONCACAF (2003). |               |               |    |    |    |     |